# Isla Killiniq
Killiniq (que en inuktitut significa banquisa o hielo marino) es una isla pequeña y remota en el noreste de Canadá. Situada en la punta extremo norte de la península del Labrador, entre la bahía de Ungava y el estrecho de Davis, es notable, ya que posee la única frontera terrestre entre el territorio de Nunavut y la provincia de Terranova y Labrador. La mayoría de las otras islas de la costa norte de Quebec y Labrador pertenecen exclusivamente a Nunavut. Algunas fuentes cartográficas no muestran correctamente las fronteras geopolíticas de la isla. 
El punto más septentrional de Terranova y Labrador es el cabo Chidley en la isla. La mayor masa de tierra identificable son los montes Torngat, que forma parte de la cordillera del Ártico y recorre del norte al sur la isla. 
Una comunidad antigua, con estación meteorológica, guardia costera, estación de radio, puesto comercial, puesto misionero, estación de pesca y pesto de la Real Policía Montada de Canadá, existió en la isla hasta 1978 cuando fueron evacuados por el gobierno de los Territorios del Noroeste. El asentamiento, también llamado Killiniq (variantes ortográficas: Killinek, también conocida como: Port Burwell, con las variantes locales: Killipaartalik o Kikkertaujak; anteriormente: Bishop Jones' Village) se situó en lo que hoy es la parte del territorio de Nunavut en la isla, parte a su vez de la Región Qikiqtaaluk. La localidad era conocida por los europeos desde 1569, registrándose en el mapa de Mercator. La isla está deshabitada. Un transmisor de radio automatizado a distancia en Iqaluit sigue en funcionamiento.